# خولیان روته
خولیان روته (انگلیسی: Julián Ruete; ۲۹ ژانویهٔ ۱۸۸۷ – ۱۵ مارس ۱۹۳۹) بازیکن فوتبال اهل اسپانیا بود.
از باشگاه‌هایی که در آن بازی کرده‌است می‌توان به باشگاه فوتبال اتلتیک بیلبائو، باشگاه فوتبال اتلتیکو مادرید، و باشگاه فوتبال رئال مادرید اشاره کرد.